# 驚爆13天
《驚天13日》（英語：Thirteen Days），由羅傑·唐諾生執導的歷史傳記電影，內容描述1962年古巴導彈危機，從美國的政治領導角度看待整個事件。
影片改編自歐尼斯特·梅（英語：Ernest May）與菲利普·澤利考（英語：Philip Zelikow）的《甘迺迪的錄音帶－古巴飛彈危機期間於白宮》（英語：The Kennedy Tapes - Inside the White House During the Cuban Missile Crisis）一書。該片与與羅伯特·弗朗西斯·甘迺迪所寫《驚爆13天》无关。

## 情節
大部分的場景都在白宮，側重於總統約翰·甘迺迪與其推動入侵古巴作為對蘇聯安裝飛彈的反制的弟弟羅伯特軍事對抗的決策過程。片中並不在冷戰時期超級大國的衝突中著墨，反而是在民事與軍事當局的正確戰略權衡中多所詮釋。電影的結構大部分是由凱文·科斯納飾演的特別助理肯尼斯·歐唐納的觀點出發。約翰甘迺迪的姪子克里斯多福·勞福德也在片中飾演一名飛機被蘇聯导弹擊中的飛行員。

## 演員
| 演員                               | 飾演角色                         | 電影中的職位       |
| ---------------------------------- | -------------------------------- | ------------------ |
| 凱文·科斯納                        | 肯尼斯·「肯尼」·歐唐納（英语：Kenneth O'Donnell） | 白宮首席特助       |
| 布魯斯·格林伍德                    | 約翰·甘迺迪                      | 美國總統           |
| 史蒂芬妮·羅曼諾夫（英语：Stephanie Romanov）        | 賈桂琳·甘迺迪                    | 第一夫人           |
| 史蒂芬·卡爾普（英语：Steven Culp）            | 羅伯特·弗朗西斯·甘迺迪           | 司法部長           |
| 戴倫·貝克                          | 羅伯特·麥克納馬拉                | 國防部長           |
| 露辛達.傑尼（英语：Lucinda Jenney）              | 海倫·歐唐納（英语：Kenneth O'Donnell）            | 肯尼的妻子         |
| 比爾.史密托維奇（英语：Bill Smitrovich）          | 馬克斯維爾·D·泰勒陸軍上將        | 參謀長聯席會議主席 |
| 法蘭克·伍德（英语：Frank Wood (actor)）              | 麥喬治·邦迪（英语：McGeorge Bundy）            | 國家安全顧問       |
| 挨德·勞特                          | 馬歇爾·卡特（英语：Marshall_Carter）陸軍中將    | 中央情報局副局長   |
| 凱文·康威                          | 柯蒂斯·李梅空軍上將              | 空軍參謀長         |
| 蒂姆·凱萊赫                        | 泰德·索蘭森（英语：Ted Sorenson）            | 總統撰稿人         |
| 萊恩·卡利歐                        | 迪安·艾奇遜                      | 前國務卿           |
| 查爾斯·埃斯滕                      | 魯道夫·安德森空軍少校            | 偵察機飛行員       |
| 克里斯多福·甘迺迪·勞福德（英语：Christopher Lawford） | 威廉.艾克（英语：William Ecker）海軍中校      | 偵察機中隊長       |

## 製作
本片的主體拍攝於1999年9月27日開始，拍攝地包含洛杉矶、华盛顿哥伦比亚特区和佛罗里达州。

## 發行
新線影業為製造公司之一，另外還有凱文·科斯納的公司Tig Production與 Armyan Bernstein 的 Beacon Communications。這部片在2000年12月下旬限定上映，但並沒有廣泛發行，直到2001年1月才於一年內陸續在不同國家上映。

## 參照
- The Missiles of October，另一部有關該次危機的電影
- 《驚爆13天》，羅伯特·甘迺迪的回憶錄

## 外部連結
- 互联网电影数据库（IMDb）上《Thirteen Days》的资料（英文）
- 爛番茄上《Thirteen Days》的資料（英文）
- Box Office Mojo上《Thirteen Days》的資料（英文）
- Thirteen Days in 145 minutes – commentary by Ernest R. May, Harvard professor who wrote the book on which it was based, on the accuracy of the movie
- White House Museum （页面存档备份，存于） - How accurate was the movie recreation of the architecture and floor plan of the actual White House (review)

1. ↑  . The Hollywood Reporter 359 (38). 1999-09-28: 25-26, 28, 30, 32, 34, 36, 109-110, 112, 114-116 （美国英语）.ProQuest 2587856625